# Прангли
Пра́нгли (эст. Prangli, рус. Большой Врангельсгольмъ — остров в Финском заливе. Остров входит в состав волости Виймси уезда Харьюмаа, Эстония.

## География
Расположен в 9 км к северо-востоку от полуострова Виймси. Площадь острова — 6,2 км², длина — 5,5 км, ширина — 3,2 км. Сообщение с материком происходит посредством порта в деревне Леппнеэме. На острове расположены три деревни: Келназе, Идаотса и Ляэнеотса.
На расстоянии 2,2 км к юго-востоку от Прангли расположен островок Экси или Малый Прангли (эст. Väike-Prangli) площадью 0,6 км2, на котором нет жителей. В 6,3 км к северу находится малый остров Кери (эст. Keri) площадью 0,05 км2.

## История
Первое упоминание об острове Прангли датировано XIV веком.
Во времена помещиков остров Прангли принадлежал мызе Маарду, затем мызе Хальява.

## Население
Остров населён примерно сотней постоянных жителей. На Прангли есть основная школа, Народный дом, магазин, врачебный пункт, почтовое отделение, библиотека и ресторан.

## Экономика
Основные виды заработка на острове — рыбалка и туризм.